# Peter Wagner (Musiker)

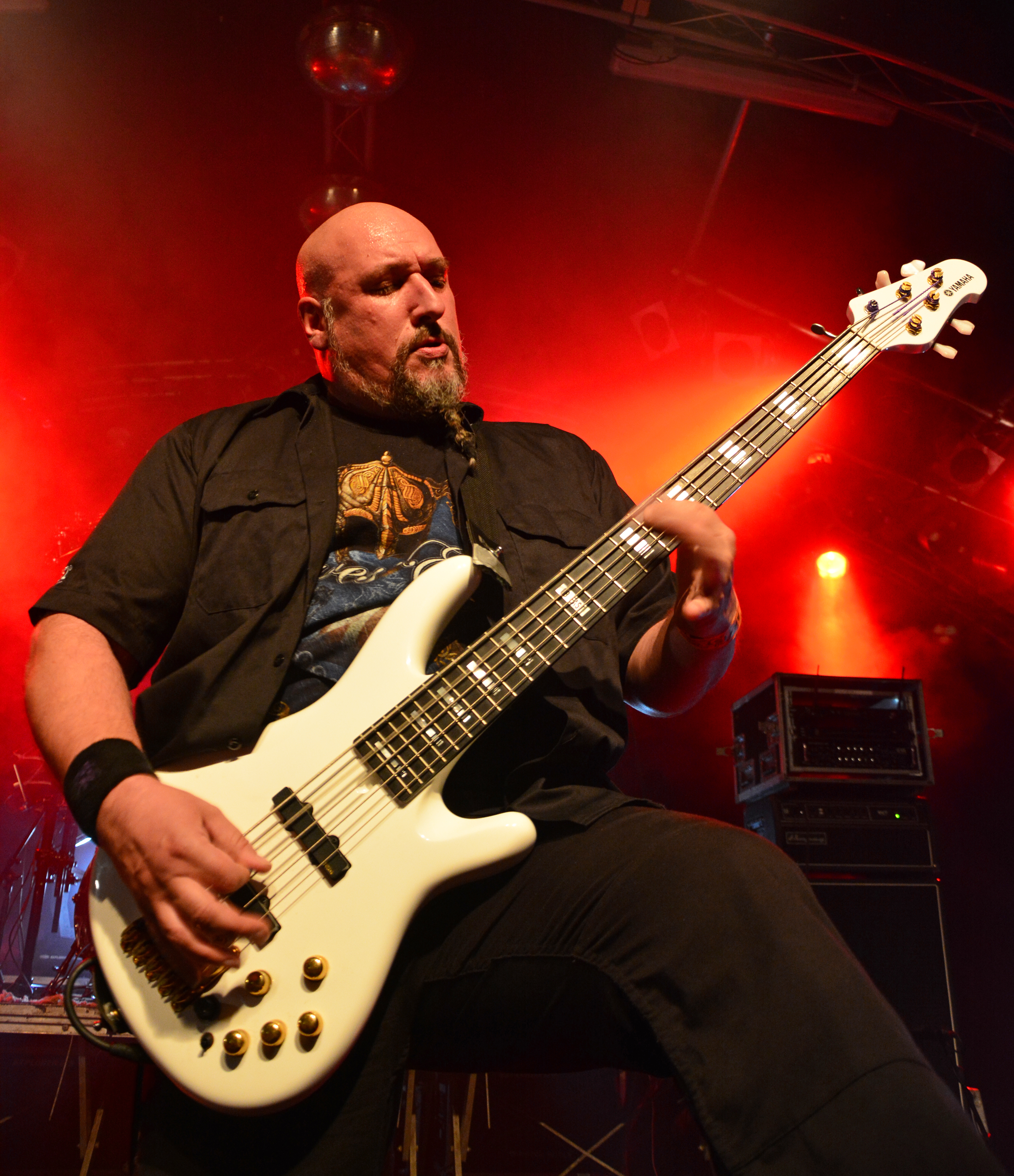
Peavy Wagner bei einem Konzert bei den Hamburg Metal Dayz 2013

Peter „Peavy“ Wagner (* 22. Dezember 1964 in Herne im Ruhrgebiet) ist ein deutscher Musiker. Er ist Bassist, Sänger und Hauptsongwriter der Heavy-Metal-Band Rage. 

## Biographie
Peter Wagner ist das zweite Kind von insgesamt vier Geschwistern. Seine Eltern waren beide Lehrer und begeisterte Amateurmusiker (Alte Musik, instrumental und vokal). Von Anfang an förderten sie das musikalische Interesse der Kinder. Peter Wagner begann mit klassischer Gitarre. Nach einigen Jahren Musikunterricht entschied er sich, zur E-Gitarre zu wechseln. Erste Inspirationen waren unter anderem die Beatles, Rush, Motörhead und Judas Priest. In den 1980er Jahren, als sich der Begriff „Heavy Metal“ etablierte, gründete Wagner seine erste Band: The Dark Lights. Später – von Lemmy Kilmister inspiriert – wechselte er von der Gitarre zum Bass über. 1982 stieß Wagner zur Band Avenger, welche 1986 in Rage umbenannt wurde.
Peavy Wagner ist der kreative Kopf von Rage und nach über 30 Jahren Bandgeschichte als einziges Gründungsmitglied verblieben. Wagner war im Proberaum bei der Initialzündung der deutschen Progressive-Metal-Band Mekong Delta dabei und hatte auf der Gitarre mitgejammt und hatte als Bassist einen Gastauftritt auf Axel Rudi Pells Album Black Moon Pyramid. 

## Diskografie

### MitRage
- 1985: Prayers of Steel (als Avenger)
- 1985: Depraved to Black (als Avenger)
- 1986: Reign of Fear
- 1987: Execution Guaranteed
- 1988: Perfect Man
- 1989: Secrets in a Weird World
- 1990: Reflections of a Shadow
- 1992: Trapped!
- 1993: The Missing Link
- 1995: Black in Mind
- 1996: Lingua Mortis
- 1996: End of All Days
- 1998: XIII
- 1999: Ghosts
- 2001: Welcome to the Other Side
- 2002: Unity
- 2003: Soundchaser
- 2004: From the Cradle to the Stage: Live
- 2006: Speak of the Dead
- 2008: Carved In Stone
- 2010: Strings to a Web
- 2012: 21
- 2016: The Devil Strikes Again
- 2017: Seasons of the Black
- 2020: Wings of Rage

### MitX-Mas Project
- X-Mas Project (1986)

### Mit Bassinvaders
- Hellbassbeaters (2008)

### MitLingua Mortis Orchestra
- Cleansed By Fire (Single) (2013)
- LMO (2013)

## Veröffentlichung
- Gemeinsam mit Timon Menge: Soundchaser: Lebenslänglich Heavy Metal. Mein Leben mit Rage. SPV, Hannover 2024, ISBN 978-3-93865-219-0.